# Charles A. Gabriel

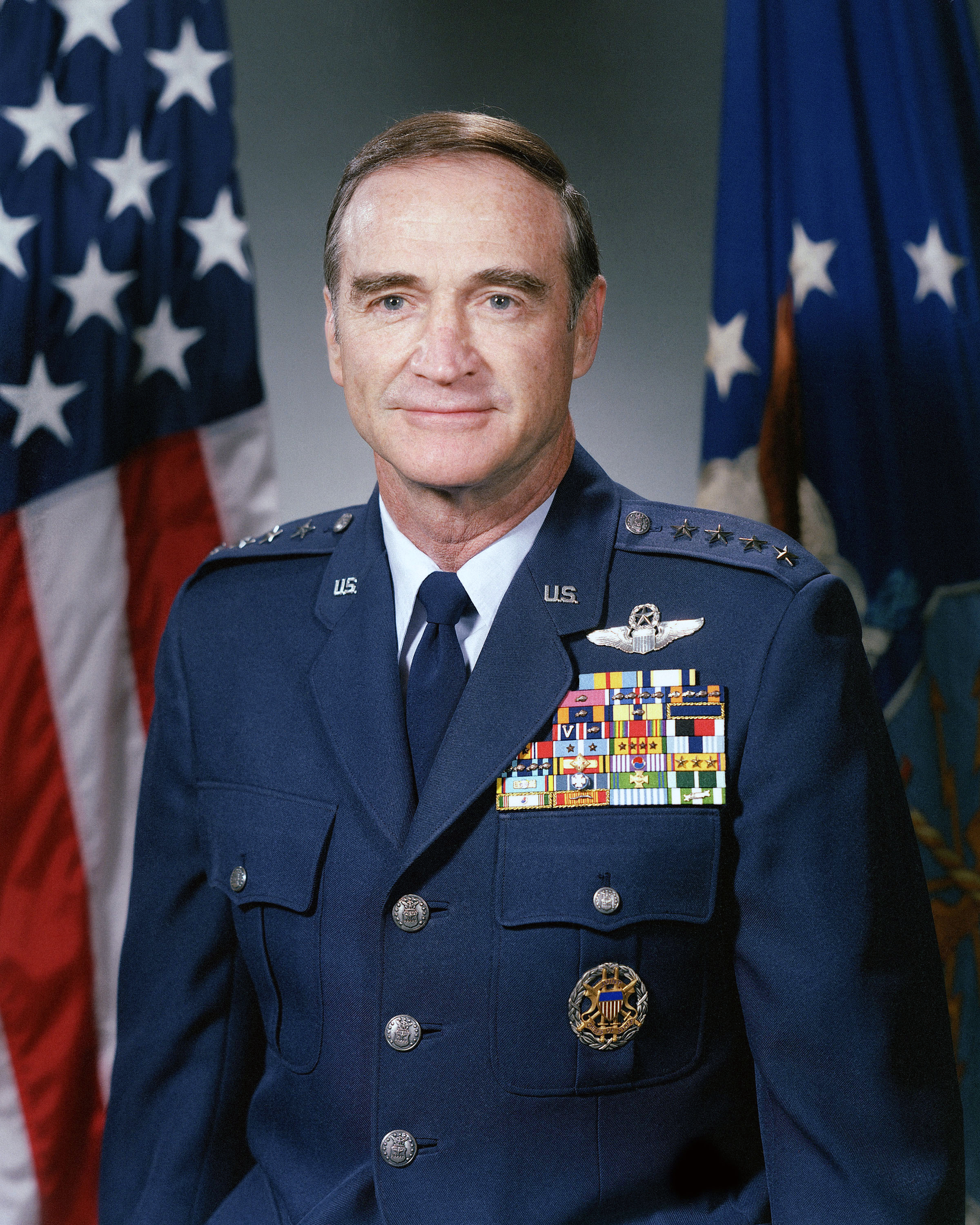
Charles Gabriel

Charles A. Gabriel (* 21. Januar 1928 in Lincolnton, North Carolina; † 4. September 2003 in Arlington County, Virginia) war ein US-amerikanischer General der US Air Force und vom 1. Juli 1982 bis zum 30. Juni 1986 der 11. Chief of Staff of the Air Force.

## Militärische Laufbahn

### Ausbildung und Koreakrieg
1948 trat Gabriel in den Militärdienst und absolvierte zunächst die US Military Academy in West Point, die er 1950 mit dem akademischen Grad eines Bachelor of Science abschloss. Nach der Pilotenausbildung folgte dann ein Einsatz während des Korea-Krieges vom Dezember 1951 bis zum Dezember 1952. Danach diente Gabriel vom Dezember 1952 bis November 1955 erstmals in Deutschland als Pilot und Operationsoffizier bei dem 86. Abfangjägergeschwader auf der Ramstein Air Base. Dann war er an der US Air Force Academy in Colorado tätig. Im Juli 1959 wechselte er als Adjutant und Standortkommandeur zur 3550. Pilotenausbildungsgruppe auf die Moody Air Force Base in Georgia.

### Ausbildung zum Stabsoffizier
Im August 1962 absolvierte er einen Generalstabslehrgang am Naval War College und erhielt im August 1963 einen Master of Science in Engineering Management der George Washington University. Anschließend wurde er Stabsoffizier in der Planungsabteilung des Hauptquartiers der US Air Force in Washington, D.C. Von August 1966 bis August 1967 folgte ein Studium am Industrial College der US-Streitkräfte. Danach diente Gabriel als Stabsoffizier beim Stabschef des Supreme Headquarters Allied Powers Europe der NATO in Mons, Belgien.

### Vietnamkrieg und Generalstabsoffizier
Im Juli 1970 absolvierte Gabriel ein Kampfpilotentraining und wurde kurz darauf Kommandeur der 432. Taktischen Luftaufklärungsstaffel auf der Udon Thani Air Base in Thailand. Als Kommandeur flog er selbst 152 Kampfeinsätze in F-4-Jagdflugzeugen. Im Juli 1972 kehrte er in das Hauptquartier der US Air Force zurück und wurde dort Stellvertretender Direktor für Operationskräfte. Von Februar 1975 bis August 1977 war er Stellvertretender Stabschef für Operationen im Hauptquartier des Tactical Air Command auf der Langley Air Force Base in Virginia. Danach wurde er Stellvertretender Oberkommandierender der US-Truppen und der Streitkräfte der Vereinten Nationen in Südkorea. Im April 1979 wechselte er wieder zum Hauptquartier der US Air Force und übernahm dort die Funktion des Stellvertretenden Stabschefs für Operationen, Planungen und Bereitschaft.

### Aufstieg zum General und Ruhestand
Am 1. August 1980 wurde er zum General befördert und kehrte nach 28 Jahren nach Deutschland zurück und wurde dort Kommandierender General der United States Air Forces in Europe und zugleich Kommandeur der Alliierten Luftstreitkräfte in Mitteleuropa (AAFCE) auf der Ramstein Air Base. Sein Stellvertreter während dieser Zeit war der deutsche Generalleutnant Eberhard Eimler. Im Juni 1982 wurde er dann als Nachfolger von General Lew Allen, Jr. zum 11. Chief of Staff of the Air Force ernannt.
Am 30. Juni 1986 wurde Gabriel durch Larry D. Welch abgelöst und in den Ruhestand verabschiedet. Im Laufe seiner militärischen Laufbahn absolvierte Gabriel mehr als 4.200 Flugstunden.

## Auszeichnungen
Auswahl der Dekorationen, sortiert in Anlehnung der Order of Precedence of Military Awards:
- Defense Distinguished Service Medal
- Air Force Distinguished Service Medal
- Legion of Merit (2 ×)
- Distinguished Flying Cross (5 ×)
- Air Medal (14 ×)
- Air Force Commendation Medal (2 ×)
- Navy Occupation Service Medal
- National Defense Service Medal (2 ×)
- Vietnam Service Medal (5 ×)
- Großes Bundesverdienstkreuz mit Stern